# Heidi Game
Heidi Game o Heidi Bowl è una partita dell'American Football League (AFL) della stagione 1968 tra gli Oakland Raiders e i New York Jets. La gara del 17 novembre fu degna di nota per il suo finale, in cui Oakland segnò due touchdown nell'ultimo minuto vincendo per 43–32. Deve il suo nome alla emittente televisiva che la trasmetteva, la NBC, che interruppe la copertura della partita nella East Coast per trasmettere il film per la televisione L'indimenticabile Heidi, impedendo a molti telespettatori di assistere alla rimonta dei Raiders.
Sul finire degli anni sessanta, poche gare di football duravano più di due ore e mezzo e uno slot di tre ore per la partita in questione era ritenuto adeguato. Una partita dall'alto punteggio, insieme con un certo numero di infortunati e penalità tra le due acerrime rivali della AFL, provocò una durata maggiore. I dirigenti della NBC avevano in origine ordinato che Heidi incominciasse alle 7:00 p.m. EST ma in seguito decisero di trasmettere la partita sino alla sua conclusione. Tuttavia, comunicare questo piano ai tecnici della NBC si rivelò impossibile – mentre si avvicinavano le 7 p.m., i centralini della NBC erano intasati dalle richieste degli spettatori circa il programma della serata, impedendo al cambio di programma di venire comunicato. Heidi incominciò come programmato, oscurando i momenti finali della partita e i due touchdown di Oakland a metà della nazione, per la rabbia degli utenti.
Vi furono numerose critiche: i membri delle famiglie di diversi giocatori dei Jets non poterono sapere il risultato finale mentre la NBC fu anche criticata per avere mostrato il risultato durante la trasmissione di Heidi. Il presidente della NBC Julian Goodman si scusò formalmente per l'incidente. I Jets e i Raiders si incontrarono nuovamente il 29 dicembre per la finale del campionato, con i Jets che vinsero 27–23. Due settimane dopo batterono i Baltimore Colts della National Football League (NFL) nel Super Bowl III.
In seguito all'incidente, la NBC fece installare dei telefoni speciali in modo che potesse comunicare in simili circostanze. La gara ebbe anche un'influenza sulle pratiche di ritrasmissione sportive: in futuro la NFL avrebbe stipulato contrattualmente che tutte le sue gare avrebbero dovuto essere trasmesse sino alla loro conclusione nei mercati della squadra in trasferta, mentre le altre leghe maggiori adottarono delle clausole simili. Nel 1997, Heidi Game fu votata la gara di stagione regolare più memorabile della storia del football professionistico.

## La partita
Nel kickoff, i Jets furono penalizzati per un fallo contro i Raiders. I Jets si portarono in vantaggio per 6–0 grazie a due field goal da 44 e da 18 yard del kicker Jim Turner. I Raiders, guidati dal quarterback Daryle Lamonica, che recentemente era stato rallentato da infortuni alla schiena e alle ginocchia, segnarono il primo touchdown della partita, portandosi in vantaggio 7–6 con un passaggio da 22 yard per il ricevitore Warren Wells verso la fine del primo quarto. I Raiders segnarono ancora con un passaggio da 48 yard da Lamonica al tight end Billy Cannon all'inizio del secondo quarto.
Tuttavia, i Jets accorciarono il vantaggio di Oakland quando Joe Namath guidò l'attacco per 73 yard, segnando su corsa un touchdown da una yard con cinque secondi al termine del primo tempo. I Jets si allinearono per calciare l'extra point, ma l'holder e quarterback di riserva Babe Parilli provò una conversione da 2 punti, con il passaggio che finì incompleto. I Raiders si trovarono perciò in vantaggio per 14–12 alla pausa di metà gara.

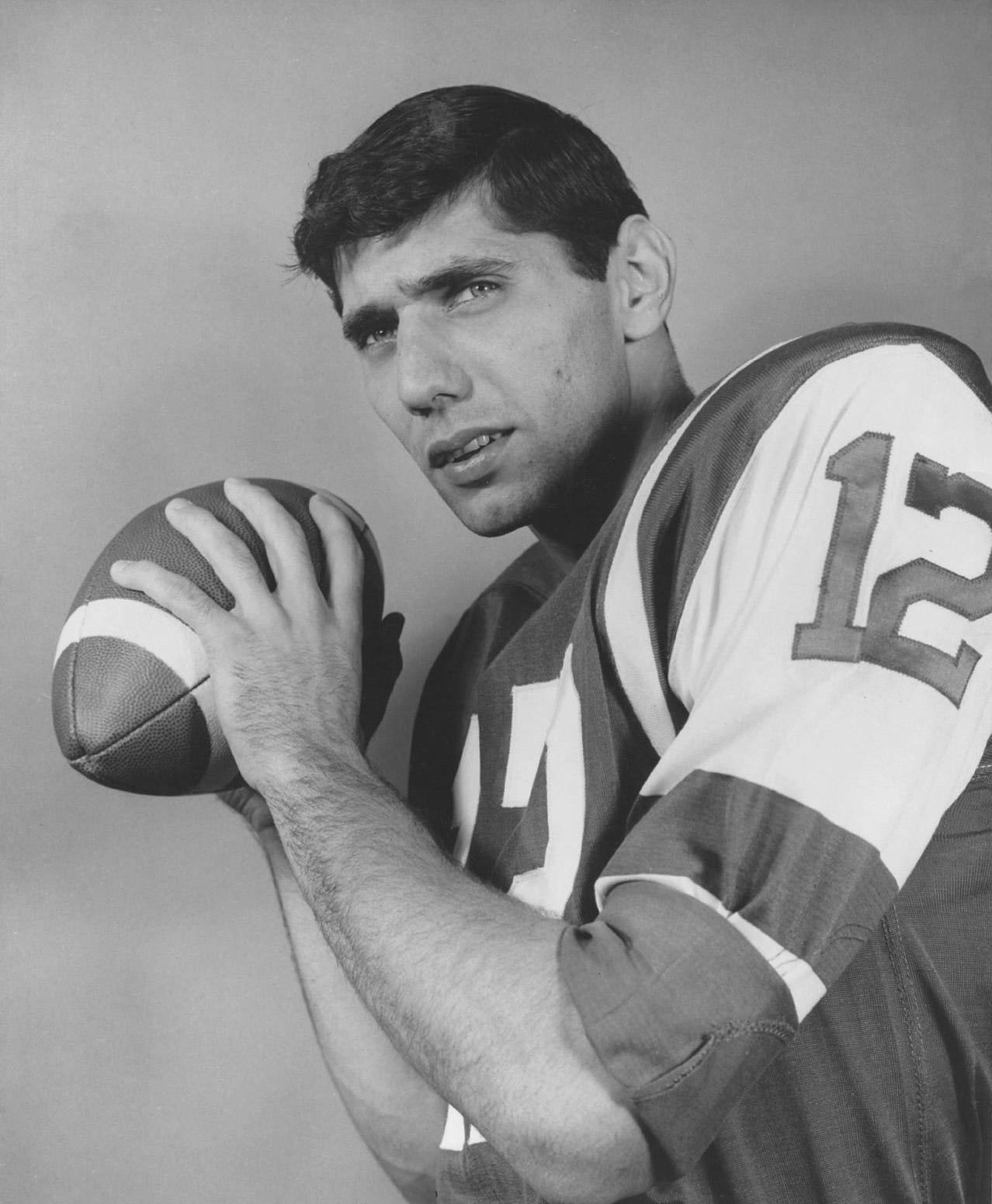
Il quarterback dei New York Jets Joe Namath

Dopo circa cinque minuti dall'inizio del terzo quarto, Namath guidò un altro drive, dopo un intercetto della safety Jim Hudson, che si concluse con l'halfback Bill Mathis che segnò un touchdown da 4 yard, portando in vantaggio New York per 19–14. I Raiders risposero con un drive da 80 yard che vide il running back Charlie Smith segnare il suo primo touchdown della partita su un passaggio da 3 yard di Lamonica. I Raiders si portarono sul 22–19 con una conversione da 2 punti quando Lamonica completò un passaggio per il ricevitore Hewritt Dixon. Durante questo drive, Hudson fu espulso dopo una discussione con un arbitro. Mentre lasciava il campo, mostrò il dito medio alla folla. Le penalità portarono a posizione la palla sulla linea delle 3 yard dei Jets e Smith segnò per Oakland una giocata dopo.
Il quarto periodo iniziò con Smith che commise un fumble con Oakland in posizione utile per segnare. Il defensive end di New York d Gerry Philbin recuperò il pallone sulla linea delle 3 yard dei Jets dando il via a un drive da 97 yard, consistente interamente in due passaggi di Namath per Don Maynard, che era marcato dal cornerback rookie George Atkinson. I Jets passarono così in vantaggio per 26–22. Turner aggiunse un altro field goal, allungando a 29–22. I Raiders risposero subito con Lamonica che orchestrò un drive da 88 yard che si concluse con un passaggio da 22 yard a Fred Biletnikoff a meno di 4 minuti dal termine, pareggiando la contesa.
Turner segnò un field goal da 26 yard portando in vantaggio i Jets di tre punti a poco più di un minuto dal termine. Turner calciò poi il pallone verso Smith dei Raiders che lo ritornò fino alla linea delle 22 yard di Oakland. Lamonica passò a Smith quello che sembrò un touchdown ma la giocata fu annullata per una penalità, portando il cornerback di New York  Johnny Sample a dire a Lamonica, "Bel tentativo, Lamonica. Forse ti andrà meglio l'anno prossimo." Su un primo down, Smith ricevette un passaggio da 20 yard da Lamonica e una penalità contro i Jets portò l'ovale sulla loro linea delle 43 yard. Nella giocata successiva, Lamonica lanciò un altro passaggio per Smith che superò la safety dei Jets Mike D'Amato, che aveva sostituito l'espulso Jim Hudson, per un touchdown da 43 yard. Il kicker George Blanda segnò l'extra point dando ai Raiders il vantaggi per 36–32.
Con 42 secondi al termine i Jets avevano ancora una possibilità di segnare; tuttavia, nel successivo kickoff, il kick returner di New York Earl Christy commise un fumble sulla linea delle 12 yard dei Jets quando fu placcato dal linebacker dei Raiders  Bill Budness. Il running back di riserva di Oakland Preston Ridlehuber recuperò il pallone e corse nella end zone, dopo di che un altro extra point di Blanda fissò il risultato sul 43–32, togliendo ogni speranza ai Jets di vincere la partita. Ridlehuber non ricordava se le regole permettessero di portare avanti un fumble su ritorno di kickoff (in realtà lo permettevano), così tentò di fare apparire di stare entrando nella end zone con lo stesso movimento con cui recuperò la palla. Oakland calciò nuovamente un kickoff verso New York, ma i Jets non poterono fare nulla nei pochi secondi finali, così la partita si concluse.

## Decisione di lasciare la partita perHeidi
I due quarterback titolari lanciarono complessivamente 31 passaggi incompleti, fermando il cronometro a ogni incompleto, e gli arbitri fischiarono 19 penalità, portando ad altri stop del cronometro. Ogni squadra usò tutti i sei time out a disposizione e le molte marcature portarono diverse interruzioni pubblicitarie. Alla fine del primo tempo, Connal chiamò Cline e senza urgenza parlò del fatto che la gara stava durando più del previsto
Quando incominciò il quarto periodo erano le 6:20 EST e i dirigenti della NBC incominciarono a rendersi conto che la gara avrebbe potuto non concludersi per le 7:00. Il vice-presidente di NBC Sports Chet Simmons ricorda:
Connal, guardando la partita dalla sua casa di Old Greenwich, Connecticut, notò anche che il quarto periodo stava andando "terribilmente lento". Alle 6:45 chiamò nuovamente Cline ed entrambi furono d'accordo che la gara non sarebbe finita in tempo. Entrambi supportavano l'idea di trasmetterla sino al termine ma, date le istruzioni di Goodman, era richiesto il suo permesso. Connal acconsentì a chiamare il presidente della NBC Sports Lindemann, così che lui e Lindemann parlassero con Goodman. Dopo avere promesso a Cline di richiamarlo, Connal chiamò Lindemann al telefono. Lindemann fu d'accordo che avrebbe dovuto essere trasmesso il termine della partita ed entrambi provarono a contattare Goodman. Lindemann vi riuscì e chiese al presidente del network "Cosa mi dice delle istruzioni di trasmettere Heidi alle 7 ET, senza eccezioni?" Goodman rispose: "È una pazzia, è un'idea terribile." Lindemann poi organizzò una conversazione a tre, con Goodman e il presidente della NBC Television Don Durgin. Dopo diversi minuti di discussione, Durgin acconsentì a ritardare la messa in onda di Heidi fino al completamento della gara. Il giornalista sportivo Kyle Garlett, nella sua storia delle gaffe sportive, scrisse: "E anche se prima i dirigenti avevano detto [a Cline] di assicurasi che Heidi iniziasse in orario, quegli stessi dirigenti cambiarono idea nel finale di partita."
Cline, guardando nervosamente l'orologio, tentò di richiamare Connal, solo per trovare le linee occupate. Attese finché poté e poi fece ancora un tentativo finale senza successo, non al corrente che Connal avesse parlato con Goodman. Connal chiamò il produttore della gara, Ellis, a Oakland, per dargli la notizia, poi chiamò il supervisore a Burbank il quale, non conoscendo Connal, rifiutò il suo ordine e pretese di parlare direttamente con Goodman. Ma Goodman si era disconnesso proprio per permettere a Connal di chiamare Oakland, e così questo non avvenne.
A partire dalle 6:45 circa, molti membri del pubblico incominciarono a chiamare la NBC e le sue affiliate. Alcuni chiedevano che la partita fosse mostrata sino alla sua conclusione; altri volevano sapere se Heidi sarebbe incominciato in orario. Queste chiamate intasarono i centralini, impedendo ai dirigenti di mettersi in contatto tra loro per risolvere la situazione. Il protocollo della NBC richiedeva un ordine diretto di Connal, ma Cline non ricevette alcuna sua chiamata. Senza tale ordine e non sapendo dell'approvazione di Goodman, Cline prese la decisione che Heidi incominciasse in orario Il pubblico televiso vide Smith ritornare il kickoff di Turner fuori dalla end zone a un minuto dal termine. Il programma mandò la propria sigla di chiusura tra lo shock di Ellis e Connal. Anche se gli Stati Uniti dell'ovest continuarono a vedere la partita, la metà a est della nazione vide invece una ragazzina sulle Alpi svizzere e fu all'oscuro che Oakland stava segnando i due touchdown che avrebbero vinto la partita.
Il giornalista dell'Oakland Tribune Bob Valli scrisse di Heidi Game: "La televisione si è persa uno dei minuti più eccitanti del football. In quel minuto, i tifosi di Oakland videro la disperazione trasformarsi in delirio".